# Joe Kubert
Joseph "Joe" Kubert, född 18 september 1926 i Jezierzany, Polen (i nuvarande Ukraina), död 12 augusti 2012 i Morristown, New Jersey, var en amerikansk serietecknare, konstlärare och grundare av The Kubert School.
Han är mest känd för sina arbeten för DC Comics-tidningarna Sgt. Rock och Hawkman. Han är också känd för sina egna skapelser, som till exempel Tor, Son of Sindbad och Viking Prince och tillsammans med författaren Robin Moore serien Tales of the Green Beret. Åren 1972–1975 tecknade Kubert avsnitt av tidningsserien Tarzan.
Två av hans söner, Andy Kubert och Adam Kubert, har också blivit framgångsrika serietecknare såväl som många av Kuberts elever, till exempel Amanda Conner, Rick Veitch, Eric Shanower, Steve Lieber, and Scott Kolins.